# Chinyere Kalu
Pour les articles homonymes, voir Chinyere et Kalu.
Chinyere Kalu (née Chinyere Onyenucheya en 1970) est la première Nigériane pilote dans l'aviation commerciale. Elle enseigne en tant qu'instructrice principale et rectrice du Collège nigérian de technologie aéronautique d'octobre 2011 à février 2014.

## Biographie
Originaire de Ukwa Est dans l'État d'Abia, dans l'est du Nigeria, Chinyere s'engage dans la carrière aéronautique sous l'inspiration d'une tante aventurière, voyageuse au long cours,,. Après une scolarité à l'école primaire anglicane de Yaba, dans l'État de Lagos, elle s'inscrit à un cours de pilotage en 1978 au Collège nigérian de technologie aéronautique de Zaria, puis suit plusieurs formations à l'aviation au Royaume-Uni et aux États-Unis. 
Elle obtient sa licence de pilote commercial le 20 mai 1981, devenant ainsi la première femme pilote du pays. 
Le 6 octobre 2016 l'appareil qu'elle pilote s'écrase, sans faire de victimes. 
En octobre 2011, le président Goodluck Jonathan la nomme rectrice et instructrice principale du Collège nigérian de technologie aéronautique, poste qu'elle occupe jusqu'à son remplacement par le capitaine Samuel Caulcrick en février 2014.
Chinyere est mariée à Okoli Kali, et a deux filles et un fils.

## Récompenses
Chinyere est décorée en 2006 de l'Ordre de la République Fédérale du Nigeria. Elle est mentionnée dans le Nigerian Women Achievers Hall of Fame
Elle reçoit en outre plusieurs prix pour sa carrière : l'African International Achievers Merit Award et le Rare Gems Professional Achievements Award en 2007. En 2012 le Ghana la classe parmi les 50 femmes les plus exemplaires du Nigeria.